# Traumamechanisme
Het traumamechanisme omvat de wijze waarop een trauma ontstaat. Het kennen van dit mechanisme is van belang voor het kunnen inschatten van de impact, het te verwachten type van letsel en het voorspellen van de gevolgen van de letsels. 

## Ontstaan
Trauma ontstaat door de inwerking van een energie op het lichaam. Deze energie kan hoog of laag zijn, waarbij men spreekt over hoogenergetisch en laagenergetisch trauma. Het eerste omvat verkeersongevallen, val van grote hoogte, schotwonden, enz. Laagenergetisch trauma omvat val van lage hoogte (bijvoorbeeld struikelen), zich stoten, e.d.

## Inzicht verwerven
Omdat het kennen van het mechanisme onder andere van belang is voor medische doeleinden, zal men op de plaats van het trauma trachten te achterhalen hoe de energie op het lichaam heeft ingewerkt. Hiervoor wordt bijvoorbeeld in geval van een verkeersongeval het ongevalsterrein en de betrokken voertuigen op polaroidfoto's vastgelegd door de ambulancedienst. Deze beelden kunnen de traumatologen helpen bij het stellen van diagnose.
Indien het een geweldsdelict betreft, kunnen criminologen het delict trachten te reconstrueren aan de hand van de vastgestelde traumata bij het slachtoffer. 